# Biljal Walerjewitsch Machow
Biljal Walerjewitsch Machow (russisch Билял Валерьевич Махов, englische Transkription Bilyal Makhov; * 20. September 1987 in Naltschik, Sowjetunion) ist ein russischer Ringer. Er wurde nachträglich zum Olympiasieger 2012 erklärt, bei denen er ursprünglich die Bronzemedaille gewann, und hat 2007, 2009 und 2010 die Weltmeisterschaft im freien Stil gewonnen. Der 1,96 m große Machow ringt im freien Stil und seit 2014 auch im griechisch-römischen Stil im Schwergewicht.

## Werdegang
Biljal Machow, in Kabardino-Balkarien geboren und seit seiner Jugend in Dagestan lebend, begann 2000 mit dem Ringen. Schnell stellte sich dein Talent heraus. Er rang im Juniorenbereich sowohl im klassischen als auch im freien Stil, bei den Senioren zunächst nur mehr im freien Stil, aber seit 2014 auch im griechisch-römischen Stil. Nach seinen ersten Erfolgen im Juniorenbereich wurde er Mitglied von Dinamo Chassawjurt. Dort wurde und wird er von Chankala Gadschimagomedow und Magomed Gusseinow trainiert.
2005 startete Biljal Machow bei der Junioren-Weltmeisterschaft in Vilnius, wo er nach Siegen über Rokas Balinskas aus Litauen, Arjan Bhullar aus Kanada, Maxim Michailowitsch aus Belarus und Batschana Karanadse aus Georgien Weltmeister wurde. Beim Turnier im griechisch-römischen Stil unterlag er in seinem ersten Kampf gegen den Schweden Jalmar Sjöberg, besiegte danach aber Laszlo Dömötör aus Ungarn, Sergei Pawlow aus der Ukraine und Brandan Rupp aus den Vereinigten Staaten und erkämpfte sich so noch eine Bronzemedaille.
2006 konnte er seinen Junioren-Weltmeistertitel im Freistil verteidigen. Im Finale des Weltmeisterschaftsturniers in Guatemala-Stadt besiegte er Mohammad Azar Shakib Seyed aus dem Iran.
2007 startete Biljal Machow in Baku erstmals bei einer Senioren-Weltmeisterschaft. Nachdem er zu Beginn Vincenzo Lipari aus Italien mit 10:0 besiegt hatte, gewann er auch die Duelle gegen den erfahrenen Wadym Tassoew aus der Ukraine, den Koreaner Go Soung-Jin und Fatih Çakıroğlu aus der Türkei. Im Finale stand er dem Kubaner Alexis Rodríguez Valera aus Havanna, Vize-Weltmeister von 2002 und 2005, gegenüber. Nach vier Minuten Kampfzeit hatte Machow Rodriguez mit 2:0 Runden (10:0 technische Punkte) besiegt und war damit mit 20 Jahren einer der jüngsten Weltmeister im freien Stil im Schwergewicht in der Ringergeschichte.
Im Olympiajahr 2008 belege Biljal Machow bei dem für die russischen Ringer wichtigen internationalen Iwan-Jarygin-Gedenkturnier in Krasnojarsk im Schwergewicht hinter Bachtijar Achmedow und dem Ex-Weltmeister Kuramagomed Kuramagomedow nur den 3. Platz, und auch bei der russischen Meisterschaft belegte er hinter Achmedow und Aljaksandr Schamarau nur den 3. Platz. In der Folgezeit war er zudem verletzt, sodass er sich nicht mehr für die Teilnahme an den Olympischen Spielen in Peking qualifizieren konnte. Dort startete Achmedow, der hinter Artur Taymazov, einem aus Nordossetien-Alanien stammenden, für Usbekistan ringenden Sportler, die Silbermedaille gewann.
2009 besiegte Biljal Machow, von seiner Verletzung wiederhergestellt, bei der russischen Meisterschaft Bachtijar Achmedow und wurde deshalb bei der Weltmeisterschaft in Herning/Dänemark eingesetzt. In Herning gewann Machow in überlegenem Stil seinen zweiten Weltmeistertitel. Bemerkenswert dabei war die Überlegenheit, die der 1,96 Meter große Athlet dabei an den Tag legte. Nur sein erster Gegner, der Grieche Ioannis Arzoumanidis, ging mit ihm über die Regelkampfzeit von vier Minuten und verlor mit lediglich 0:4 technischen Punkten. Dem Spanier Jose Cuba Vasquez nahm Biljal Machow in 51 Sekunden Kampfzeit 12 technische Punkte ab, womit der Kampf beendet war. Ähnlich erging es Disney Rodríguez aus Kuba, der nach 3:46 Minuten Kampfzeit mit 10:0 technischen Punkten besiegt war, sowie im Endkampf dem Iraner Fardin Masoumi Valadi, der nach 3:22 Minuten mit 8:0 technischen Punkten unterlag.
Bei der Europameisterschaft 2010 in Baku gewann Machow durch Siege über Bartłomiej Bartnicki (Polen), Sergejs Djomins (Lettland), Aljaksej Schamarau (Belarus) und Fatih Çakıroğlu (Türkei) den Titel. Bei der Weltmeisterschaft dieses Jahres in Moskau gelang ihm die Titelverteidigung mit Siegen über Luis F. Vivenes Urbanesa, Venezuela, Dániel Ligeti, Ungarn, Lewan Berianidse, Georgien und den zweifachen Olympiasieger Artur Taymazov aus Usbekistan, den er mit 2:0 Runden, 1:0, 1:0 techn. Punkte besiegte.
Bei der Weltmeisterschaft 2011 in Istanbul konnte Biljal Machow seinen Titel nicht verteidigen, da er im Finale gegen Aljaksej Schamarau nach Punkten verlor.
2012 schaffte Biljal Machow die Teilnahmekriterien für die Olympischen Spiele in London. Er startete dort im freien Stil im Schwergewicht. In London kam er zu Siegen über Jamaladdin Magomedow aus Aserbaidschan, Taha Akgül aus der Türkei und Chuluunbat Jargalsaichan aus der Mongolei. Im Halbfinale unterlag er aber etwas überraschend gegen Dawit Modsmanaschwili aus Georgien. Da dieser das Finale erreichte, konnte er in der Trostrunde weiterringen und sicherte sich mit einem Sieg über Däulet Schabanbei aus Kasachstan eine Bronzemedaille. Da eine Nachkontrolle der Dopingproben von Artur Taymazov (Goldmedaille) und Dawit Modsmanaschwili (Silbermedaille) ergab, dass beide gedopt waren, wurden beide disqualifiziert und im Jahre 2019 sowohl Komeil Ghasemi, Iran, als auch Biljal Machow die Goldmedaille zugesprochen.
Im Jahre 2019 wurde bei Nachkontrollen der Dopingproben von den Olympischen Spielen 2008 und 2012 festgestellt, dass der Olympiasieger von 2012 im Schwergewicht Artur Taymazov und auch der Silbermedaillengewinner bei diesen Spielen Dawit Modsmanaschwili gedopt waren. Beide Ringer wurden vom IOC nachträglich disqualifiziert. Taymazov wurden die Goldmedaillen von den Olympischen Spielen 2008 und 2012, Modsmanaschwili, der bezeichnenderweise nach Usbekistan gewechselt war, der Europameistertitel von 2008 und die Silbermedaille von 2012 aberkannt. Die Neuvergabe der Medaillen für die Olympischen Spiele 2012 durch das IOC, die ohne Zweifel darunter leidet, dass man eigentlich kein gerechtes Resultat mehr schaffen kann, erbrachte: Goldmedaille für Komeil Ghasemi, Iran, Silbermedaille für Biljal Machow und Bronzemedaillen für Tervel Dlagnev, USA und Däulet Schabanbei, Kasachstan.
2013 pausierte Biljal Machow. Im September 2014 war er bei der Weltmeisterschaft in Taschkent im griechisch-römischen Stil am Start. Er überzeugte in Taschkent auch in diesem Stil und siegte im Schwergewicht über Arata Sonoda, Japan, Iakob Kadschaia, Georgien und Johan Eurén aus Schweden. Im Halbfinale unterlag er gegen Mijaín López aus Kuba, sicherte sich aber in der Trostrunde mit einem Sieg über Eduard Popp aus Deutschland eine Bronzemedaille.
Auch bei der Weltmeisterschaft 2015 in Las Vegas vertrat Biljal Machow die russischen Farben im Schwergewicht, diesmal aber sogar in beiden Stilarten. Zunächst rang er im griechisch-römischen Stil und unterlag gleich in seinem ersten Kampf gegen Mijaín López. Da dieser das Finale erreichte, konnte er in der Trostrunde weiterringen und gewann mit Siegen über Mindaugas Mizgaitis aus Litauen, Heiki Nabi aus Estland und Robert Smith aus den Vereinigten Staaten eine Bronzemedaille. Im freien Stil kam Biljal Machow zu Siegen über Rareș Chintoan aus Rumänien, Luis Felipe Vivenes Urbanesa, Venezuela und Parviz Khodavirdi Hadj Basmany aus dem Iran. Im Halbfinale unterlag er gegen Taha Akgül, sicherte sich aber mit einem Sieg über Lewan Berianidse aus Armenien auch in dieser Stilart eine Bronzemedaille.
Biljal Machow setzte seine Karriere auch danach noch fort und startete 2016 bei den Olympischen Spielen in Rio de Janeiro im freien Stil. Er verlor dort aber in der Gewichtsklasse bis 125 kg gleich seinen ersten Kampf gegen Alen Sasejew aus der Ukraine. Da dieser das Finale nicht erreichte, schied er aus und kam nur auf den 13. Platz.
Wegen Dopings wurde Machow im Jahr 2021 für 4 Jahre gesperrt.

## Internationale Erfolge
| Jahr | Platz | Wettbewerb                                  | Stil | Gewichtsklasse | |
| 2005 | 1.    | Junioren-WM in Vilnius                      | F    | Schwer         | mit Siegen über Rokas Balinskas (Litauen), Arjan Bhullar (Kanada), Maxim Michailewitsch (Belarus) und Batschana Karanadse (Georgien) |
| 2005 | 3.    | Junioren-WM in Vilnius                      | GR   | Schwer         | mit einer Niederlage gegen Jalmar Sjöberg (Schweden) und Siegen über Laszlo Dömötör (Ungarn), Sergei Pawlow (Ukraine) und Brandon Rupp (USA) |
| 2005 | 2.    | Intern. Turnier in Sassari                  | F    | Schwer         | hinter Rareș Chintoan (Rumänien), vor Otto Aubeli (Ungarn) |
| 2006 | 1.    | Junioren-WM in Guatemala-Stadt              | F    | Schwer         | mit Siegen über Ioannis Papadopoulos (Griechenland), Mehmet Yesil Yesil (Türkei), Erik Noe (USA) und Mohammed Reza Azar Shakib (Iran) |
| 2007 | 1.    | WM in Baku                                  | F    | Schwer         | nach Siegen über Vincenzo Lipari (Italien), Wadym Tassoew (Ukraine), Go Soung-Jin (Südkorea), Fatih Çakıroğlu (Türkei) und Alexis Rodríguez Valera (Kuba) |
| 2008 | 3.    | Iwan-Jarygin-Memorial in Krasnojarsk        | F    | Schwer         | hinter Bachtijar Achmedow und Kuramagomed Kuramagomedow (beide Russland), gemeinsam mit Fatih Çakıroğlu (Türkei) |
| 2008 | 1.    | Schamil-Umachanow-Memorial in Chassawjurt   | F    | Schwer         | vor Hizir Durgajew und Eldar Bjasrow (beide Russland) |
| 2009 | 1.    | WM in Herning/Dänemark                      | F    | Schwer         | mit Siegen über Ioannis Arzoumanidis (Griechenland), Jose Cuba Vasquez (Spanien), Disney Rodríguez (Kuba) und Fardin Masoumi Valadi (Iran) |
| 2010 | 1.    | EM in Baku                                  | F    | Schwer         | mit Siegen über Bartłomiej Bartnicki (Polen), Sergejs Djomins (Lettland), Aljaksej Schamarau (Belarus) und Fatih Çakıroğlu (Türkei) |
| 2010 | 1.    | WM in Moskau                                | F    | Schwer         | mit Siegen über Luis F. Vivenes Urbanesa, Venezuela, Dániel Ligeti, Ungarn, Lewan Berianidse, Georgien und Artur Taymazov, Usbekistan |
| 2011 | 5.    | "Wacław-Ziółkowski"-Memorial in Posen       | F    | Schwer         | hinter Fardin Masoumi Valadi, Iran, Aljaksej Schamarau, Dániel Ligeti und Tervel Dlagnev, USA |
| 2011 | 2.    | WM in Istanbul                              | F    | Schwer         | nach Siegen über Dschargalsaichany Tschuluunbat, Mongolei, Ruslan Basijew, Armenien, Ioannis Arzomanidis und Jamaladdin Magomedow, Aserbaidschan und einer Niederlage gegen Aljaksej Schamarau |
| 2012 | Gold  | OS in London                                | F    | Schwer         | nach Siegen über Jamaladdin Magomedow, Aserbaidschan, Taha Akgül, Türkei und Chuluunbat Jargalsaichan, Mongolei, einer Niederlage gegen Dawit Modsmanaschwili, Georgien und einem Sieg über Däulet Schabanbei, Kasachstan; ursprünglich Bronzemedaille gewonnen, nachträglich Goldmedaille erhalten |
| 2014 | 3.    | WM in Taschkent                             | GR   | bis 130 kg     | nach Siegen über Arata Sonoda, Japan, Iakob Kadschaia, Georgien und Johan Eurén, Schweden, einer Niederlage gegen Mijaín López, Kuba und einem Sieg über Eduard Popp, Deutschland |
| 2015 | 1.    | "Ali-Alijew"-Turnier in Kaspisk/Russland    | F    | bis 125 kg     | vor Muradin Kuschchow, Russland, Dawit Modsmanaschwili und Giorgi Sakandelidse, beide Georgien |
| 2015 | 3.    | WM in Las Vegas                             | GR   | bis 130 kg     | nach einer Niederlage gegen Mijaín López und Siegen über Mindaugas Mizgaitis, Litauen, Heiki Nabi, Estland und Robert Smith, USA |
| 2015 | 3 .   | WM in Las Vegas                             | F    | bis 125 kg     | nach Siegen über Rareș Chintoan, Rumänien, Luis Felipe Vivenes Urbanesa, Venezuela und Parviz Khodavirdi Hadj Basmatj, Iran, einer Niederlage gegen Taha Akgül und einem Sieg über Lewan Berianidse, Armenien                                                                                       |
| 2016 | 1.    | Präsidenten-Cup von Burjatien               | F    | bis 125 kg     | vor Baldan Muchmagasi Magomedow, Russland und Solboo Narsagsuren, Mongolei |
| 2016 | 1.    | "Waclaw-Ziolkowski"-Memorial in Spala/Polen | F    | bis 125 kg     | vor Baldan Muchamgasi Magomedow, Deng Zhiwei, China und Nick Gwiasdowski, USA |
| 2016 | 13.   | OS in Rio de Janeiro                        | F    | bis 125 kg     | nach einer Niederlage gegen Alen Sasejew, Ukraine |
| 2017 | 1.    | Alanen-Turnier in Wladikawkas               | F    | bis 125 kg     | vor Alan Chugajew und Adlan Ibragimow, beide Russland und Giorgi Meschwildischwili, Georgien |
| 2019 | 2.    | "Waclaw-Ziolkowski"-Memorial in Warschau    | F    | bis 125 kg     | hinter Amar Dhesi, Kanada, vor Robert Baran, Polen und Alan Chugajew |

## Russische Meisterschaften
| Jahr | Platz | Stil | Gewichtsklasse | Ergebnisse                                                            |
| 2006 | 2.    | F    | bis 120 kg     | hinter Kuramagomed Kuramagomedow, vor Ali Issajew und Alexei Woronin  |
| 2007 | 1.    | F    | bis 120 kg     | vor Kuramagomed Kuramagomedow, Alexei Schemarow und Innokenti Schukow |
| 2008 | 3.    | F    | bis 120 kg     | hinter Bachtijar Achmedow und Alexei Schemarow, vor Alan Dschamlajew  |
| 2009 | 1.    | F    | bis 120 kg     | vor Bachtijar Achmedow, Soslan Gaglojew und Alexander Kowalewski      |
| 2010 | 1.    | F    | bis 120 kg     | vor Bachtijar Achmedow, Kiril Gogatschew und Arsen Naniew             |
| 2012 | 1.    | F    | bis 120 kg     | vor Alan Dschamlajew und Kuramagomed Kuramagomedow                    |
| 2015 | 1.    | GR   | bis 130 kg     | vor Wassili Parschin, Witali Schtschur und Kurban Naschmudinow        |
| 2016 | 3.    | GR   | bis 130 kg     | hinter Sergei Semjonow und Witali Schtschur, vor Kurban Naschmudinow  |

Erläuterungen
- OS = Olympische Spiele, WM = Weltmeisterschaft, EM = Europameisterschaft,
- F = freier Stil, GR und Greco = griechisch-römischer Stil
- Schwergewicht, bis zum 31. Dezember 2013 in beiden Stilarten bis 120 kg Körpergewicht, seit 1. Januar 2014 im freien Stil bis 125 kg und im griechisch-römischen Stil bis 130 kg Körpergewicht